# Baliga sumatrensis
Baliga sumatrensis is een insect uit de familie van de mierenleeuwen (Myrmeleontidae), die tot de orde netvleugeligen (Neuroptera) behoort. 
Baliga sumatrensis is voor het eerst wetenschappelijk beschreven door van der Weele in 1909.